# Klevsche Landwehr, Anholt. Issel, Feldschlaggr. u. Regnieter Bach
Klevsche Landwehr, Anholt. Issel, Feldschlaggr. u. Regnieter Bach este o arie protejată (arie specială de conservare — SAC, sit de importanță comunitară — SCI) din Germania întinsă pe o suprafață de 3,82 ha, integral pe uscat.

## Localizare
Centrul sitului Klevsche Landwehr, Anholt. Issel, Feldschlaggr. u. Regnieter Bach este situat la coordonatele 51°51′21″N 6°24′34″E / 51.8558°N 6.4094°E.

## Înființare
Situl Klevsche Landwehr, Anholt. Issel, Feldschlaggr. u. Regnieter Bach a fost declarat sit de importanță comunitară în martie 2001 pentru a proteja 1 specie de animale. Situl a fost protejat și ca arie specială de conservare în iulie 2003.

## Biodiversitate
Situată în ecoregiunea atlantică, aria protejată conține 1 habitat natural: Cursuri de apă de la nivel de câmpie la nivel montan, cu vegetație Ranunculion fluitantis și Callitricho-Batrachion.
La baza desemnării sitului se află o specie protejată de  pești: țipar (Misgurnus fossilis).